# Søren Nielsen (atlet)
 For alternative betydninger, se Søren Nielsen (flertydig). (Se også artikler, som begynder med Søren Nielsen)
Søren Nielsen, var en dansk atlet som var medlem af Odense GF. Han dansk mester på 100 meter 1940 og gentog det året efter ved indvielsen af det nye atletikstadion i Bolbro.

## Danske mesterskaber
Denne liste er ufuldstændig; hjælp gerne med at udfylde den.
- Guld 1941 100 meter
- Guld 1940 100 meter
- Bronze 1936 100 meter

## Personlige rekorder
- 100 meter: 10,7 1934